# 国鉄チキ910形貨車
国鉄チキ910形貨車（こくてつチキ910がたかしゃ）は、日本国有鉄道（国鉄）が1970年（昭和45年）に製作した、35t積の貨車（長物車）である。

## 概要
それまで、無蓋車や長物車で輸送されていた輸入原木の輸送の簡易化を図るために試作された、物資別適合貨車である。
側柵は片側に固定式6本、着脱式2本の計8本を備える。車端妻部には積荷の突出防止のために強固な妻板を設けてある。
車体色はコロ軸受けを使用しているため赤3号、寸法関係は全長は14,800mm、全幅は2,790mm、全高は3,475mm、台車中心間距離は10,000mm、自重は17.0t、換算両数は積車4.0、空車1.8であり、台車はベッテンドルフ式の2軸ボギー台車TR213-1であった。
本形式は日立製作所にて1両のみ試作されたが、量産は行われず、需要はトキ25000形の改造車（トキ23800形）によって賄われた。舞鶴港駅に常備され、トキ23800形と共に原木輸送に使用されたが、1983年（昭和58年）に除籍され、形式消滅した。